# Andre Brown
Andre Brown (* 24. August 1990 in Mississauga) ist ein kanadischer Volleyballspieler.

## Karriere
Brown begann seine Karriere am Humber College in Toronto. 2014 trainierte er für ein Jahr am kanadischen Trainingszentrum der Nationalmannschaft. Anschließend bekam der Mittelblocker beim schwedischen Verein Örkelljunga seinen ersten Profivertrag. Nach einem Jahr ging es weiter zum Team Lakkapää nach Finnland, wo er zum besten Blocker der Liga gekürt wurde. Zur Saison 2017/18 wechselte er zum deutschen Bundesligisten TSV Herrsching. Von 2018 bis 2020 spielte Brown beim Sporting Clube de Portugal. Nach zwei Saisons bei griechischen Vereinen spielt er seit 2022 wieder in der deutschen Bundesliga beim VfB Friedrichshafen.